# Prvotní hřích

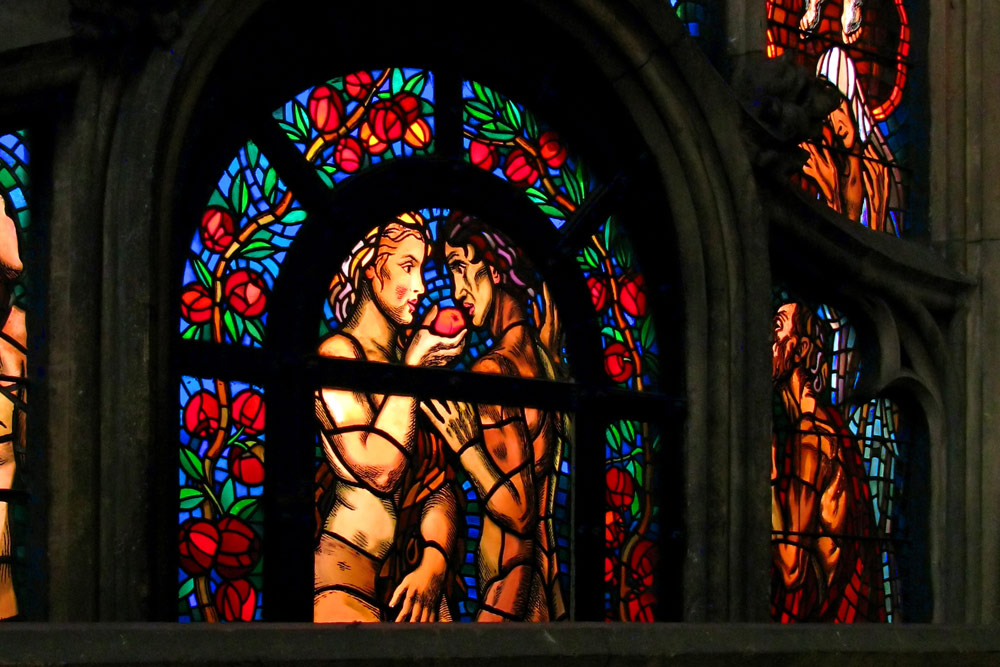
Detail vitráže od Maxe Švabinského v jižní části transeptu katedrály sv. Víta

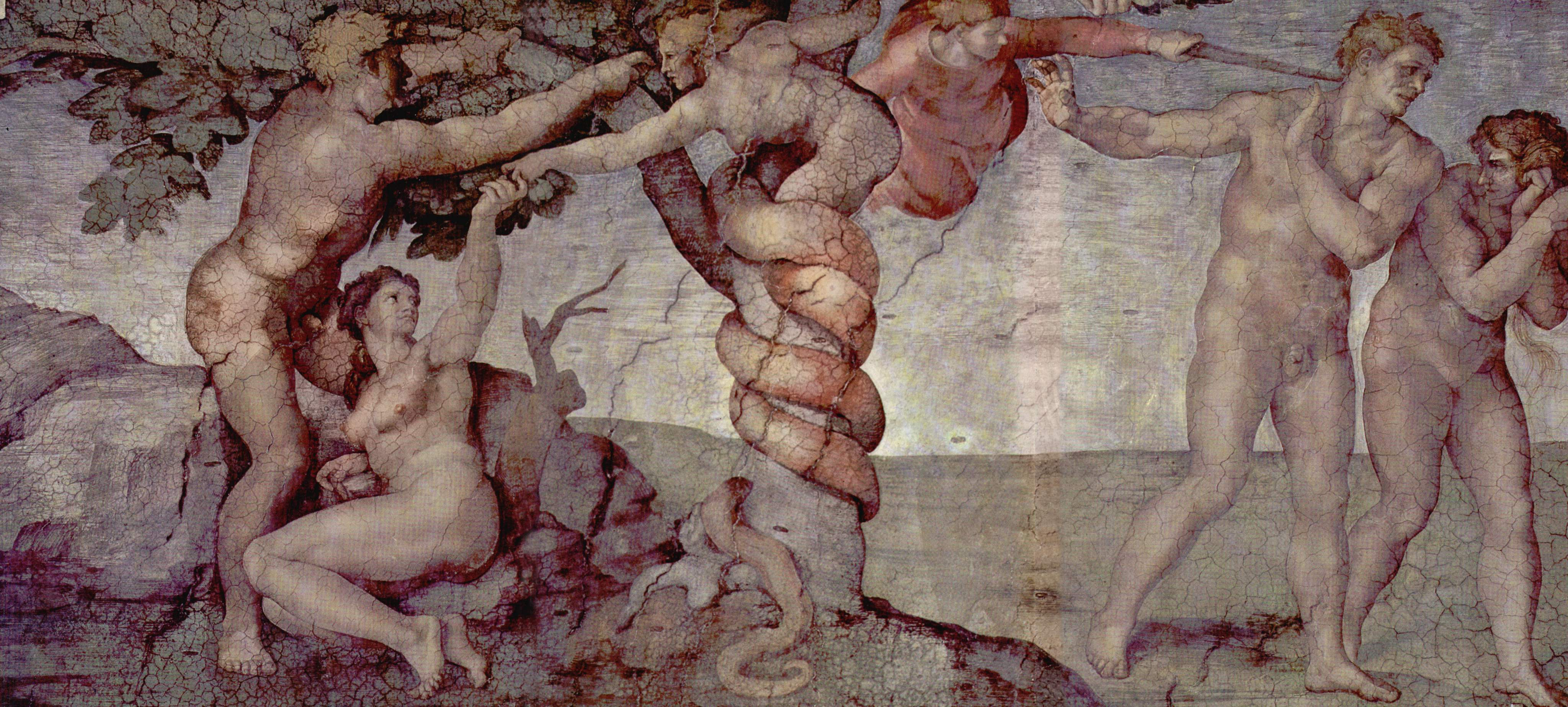
Freska Michelangela ze Sixtinské kaple představující prvotní hřích

Prvotní hřích (hebrejsky החטא הקדמון‎, ha-chet ha-kadmon, latinsky peccatum originale) je termín pro první hřích v historii lidstva, kterého se podle biblického příběhu dopustili Adam a Eva v Zahradě Eden (ráji), když se nechali svést hadem a pojedli ze stromu poznání. Důsledkem bylo vyhnání z ráje, uložení těžké práce a porodních bolestí lidstvu a ustanovení nepřátelství mezi ženou a hadem. Od té doby také Adam a všichni lidé začali stárnout[zdroj?] a umírat.

## Křesťanské pojetí
Prvotní či dědičný hřích v katolicko křesťanské teologii znamená stav hříšnosti („nesvatost“). Tento hřích je tedy stav nedokonalosti, který následoval poté, co Adam a Eva projevili první neposlušnost v Edenu. Podle křesťanů se tato vlastnost, nedokonalost, předává člověku v okamžiku početí a přechází z generace na generaci bez možnosti ovlivnění.
Křesťané věří, že výkupní obětí Ježíše Krista mohou být za určitých okolností jim i dalším lidem následky prvotního hříchu odpuštěny a že je tak možný návrat a obnovení do rajského stavu před prvotním hříchem, kdy lidé neumírali, žili v plnosti a v harmonii s Bohem, což je ze strany Všemohoucího vůči lidem nezasloužená laskavost a projev velké lásky.

## Židovské pojetí
Ač někteří talmudští rabíni znali učení o tom, že celé stvoření bylo postiženo pádem Adama a Evy, a tato tematika se objevovala v řadě dalších spisů, samotný pojem dědičného hříchu, stejně jako pojem vykoupení z něho, je židovství, minimálně jak ho dnes známe, cizí.
Z tohoto důvodu jsou nedílnou součástí ranní židovské modlitby tato slova: „Bože můj, duše, kterou jsi mi dal, je čistá.“ Tato slova podtrhují víru v to, že každý člověk nejen začíná svůj život s čistým štítem, ale že od samého počátku žije s vědomím, že přáním toho, kdo vdechl do jeho chřípí onu duši neboli „dech života“, je, aby konal dobro. Pokud ale člověk z nějakého důvodu přece jen spáchá zlo a dopustí se tedy hříchu, má povinnost a možnost činit pokání, což je v rámci judaismu jediný instrument, skrze který je možné dojít odpuštění hříchu.

## Pohledy jiných náboženství
V ostatních náboženstvích, jako je hinduismus a buddhismus se vyskytuje nauka o karmě, která však má s „prvotním hříchem“ velmi málo společného. V pojetí karmických náboženství se jedná o neustálý koloběh konání dobra a zla, ze kterého se konáním dobra může člověk sám od sebe vymanit, což je s učením Bible o vrozené nedokonalosti, v naprostém nesouladu.

## Názory v katolické církvi na život mimo Zemi a prvotní hřích
V rozhovoru s názvem „Mimozemšťané jsou mí bratři“, poskytnutém vatikánským novinám L'Osservatore Romano, otec José Gabriel Funes, ředitel Vatikánské observatoře, uvedl: „Podle mého názoru možnost (života na jiných planetách) existuje“; „inteligentní bytosti, stvořené Bohem, mohou existovat ve vesmíru“ a „někteří mimozemšťané mohou být dokonce bez prvotního hříchu“; „mohly by být (jiné bytosti), které zůstaly v plném přátelství se Stvořitelem.“, dodal.
Oficiální mluvčí Vatikánu, otec Federico Lombardi, jezuita, zveřejnil dne 21. února 2009 prohlášení, že takové dohady nesmí být zaměňovány za oficiální názor Svatého stolce.

## Názor feministického hnutí na prvotní hřích
Feministická kritika v rámci feministické teologie rekonstruuje tradiční koncepci prvotního hříchu a hříchu obecně na teoretické i praktické rovině. Zabývá se důsledky tradiční interpretace prvotního hříchu z historicko-teologického hlediska a ukazuje, jakým způsobem se ještě dnes odráží ve vztazích mezi muži a ženami. Poukazuje na souvislost s dualistickým myšlením, které oběma pohlavím předurčilo určité vlastnosti. Ženy, které byly na tomto základě spojeny s přírodou, iracionalitou a sexualitou se nakonec staly ztělesněním hříchu jako takového. Feministické teoložky se snaží upozornit na chyby v této logice a na jejich důsledky.